# So Emotional (utwór Christiny Aguilery)

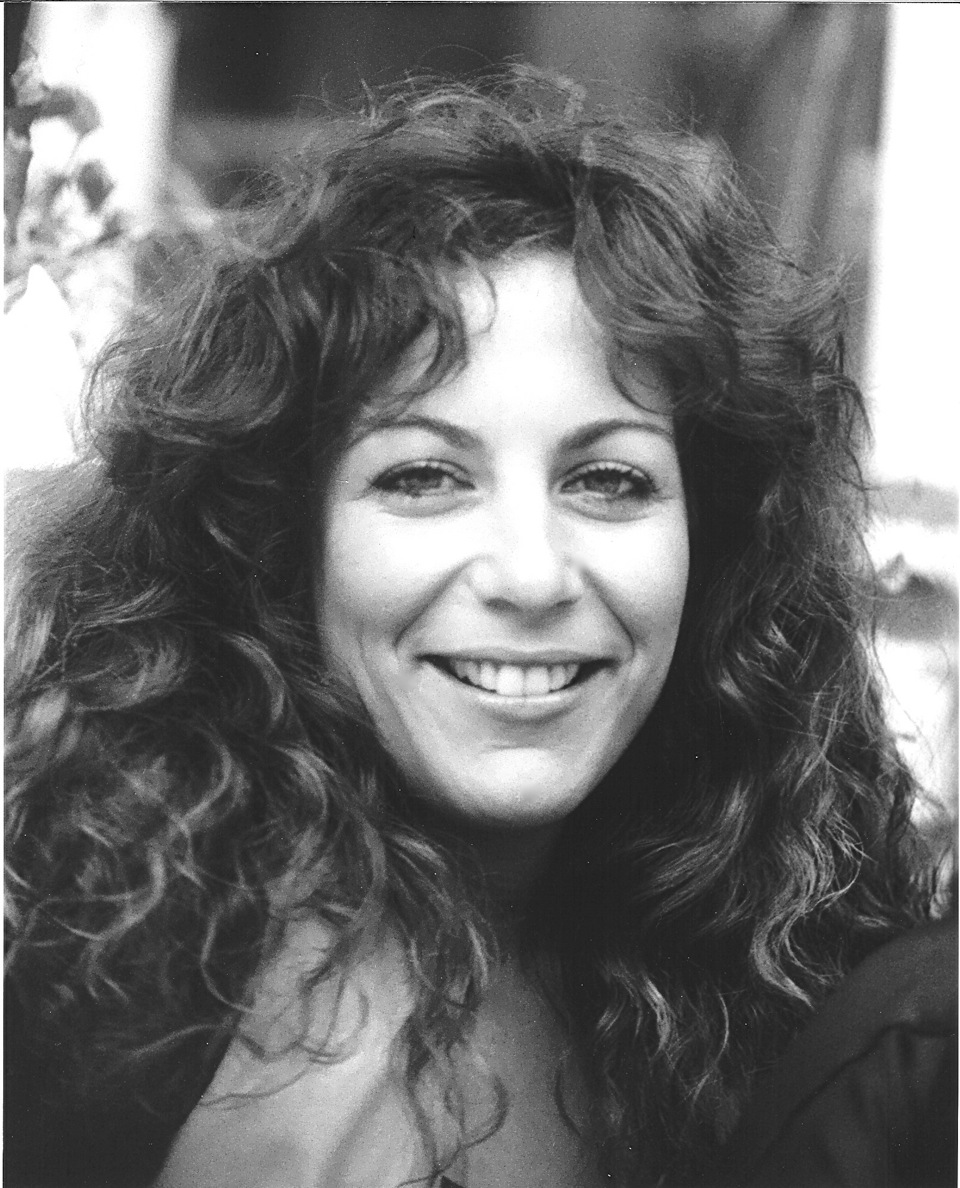
Franne Golde, współautorka utworu „So Emotional”.

„So Emotional” – piosenka R&B/pop pochodząca z pierwszego studyjnego albumu amerykańskiej wokalistki Christiny Aguilery zatytułowanego, po prostu, Christina Aguilera (1999). Utwór napisany został przez Franne Golde i Toma Snowa oraz wyprodukowany przez Rona Harrisa.
Piosenka miała zostać wydana na singlu, lecz zastąpiono ją utworem „What a Girl Wants”, uznanym za bardziej przebojowy. Krytycy muzyczni pozytywnie ocenili „So Emotional”, jako jej zaletę wskazując rozbieżność gatunkową. Inni opiniodawcy chwalili relaksujący ton utworu oraz kołyszącą melodię. Magazyn Billboard uznał „So Emotional” za jedną z najlepszych piosenek 1999 roku.

## Informacje o utworze
„So Emotional” jest utworem wielogatunkowym, czerpiącym między innymi z R&B, soulu oraz muzyki pop. Został napisany z myślą o płycie Dreaming of You meksykańsko-amerykańskiej wokalistki Seleny, choć jej wersja nigdy nie została zrealizowana. Sam tytuł nawiązuje do nagrania Whitney Houston z 1987 roku. Aguilera i producent Ron Harris planowali początkowo, że piosenka będzie nagrywana przez trzy dni, ale sesje zamknięto w ciągu jednego tylko dnia. W przerwach między rejestrami studyjnymi artystka słuchała albumów Brandy i Mariah Carey. Ostateczna wersja utworu jest tak naprawdę pierwszym podejściem Aguilery do nagrywania. Według piosenkarki utwór inspirowany jest twórczością Billie Holiday oraz muzyką gospel. O gospelowym brzmieniu wspomina też w swojej recenzji krytyk Frank Tortorici.
Początkowo RCA Records rozważało publikację piosenki w postaci drugiego singla promującego debiutancki album Aguilery. Wytwórnia promowała ten utwór, angażując wokalistkę w występy z nim podczas telewizyjnych programów muzycznych. Decyzję zmieniono, gdy wykonawczyni zasugerowała, że „So Emotional” nie powtórzy sukcesu inauguracyjnego singla z jej pierwszego krążka, „Genie in a Bottle”. Wówczas na singlu opublikowano utwór „What a Girl Wants”, uznany za bardziej przebojowy. Powstała także hiszpańskojęzyczna wersja utworu, zatytułowana „Tan Emocional”. Piosenka została nagrana na album Mi Reflejo (2000), lecz odrzucono ją z finalnej tracklisty. Promocyjne, darmowe kopie utworu zostały wydane w Tajlandii; nagranie było też emitowane przez stacje radiowe w Stanach Zjednoczonych, Brazylii i Belgii. W 2007 roku piosenka znalazła się na albumie kompilacyjnym Christina Aguilera – Greatest Hits, wydanym przez Star Mark w Rosji.

## Opinie
Według redaktorów strony internetowej the-rockferry.onet.pl, „So Emotional” to jedna z czterdziestu najlepszych kompozycji nagranych przez Aguilerę w latach 1997−2010. W zestawieniu stu najważniejszych utworów artystki z tego okresu serwis przypisał piosence pozycję #39. Sebastian Mucha (popheart.pl) wskazał „So Emotional” jako jedną z dziesięciu najlepszych niesinglowych piosenek Aguilery. Dziennikarz uznał, że nagrania „nie powstydziłyby się największe wokalistki R&B w latach 90. i 00.” Magazyn Billboard okrzyknął nagranie mianem jednej z najlepszych piosenek niesinglowych, wydanych w 1999 roku. W rankingu uwzględniającym pięćdziesiąt pozycji utwór zajął miejsce dwudzieste szóste.

### Recenzje
Utwór został korzystnie oceniony przez krytyków muzycznych. Beth Johnson, recenzując debiutancki album Christiny Aguilery dla magazynu Entertainment Weekly, wydała piosence „So Emotional” pozytywną opinię. Uznała, że kiedy Aguilera lawiruje pomiędzy zróżnicowanymi gatunkami, udaje jej się dostarczyć „zawrotnie smakowity radiowy pop”. Recenzent piszący dla witryny Amazon.com wskazał utwór jako jeden z najlepszych momentów płyty Christina Aguilera oraz pochwalił jego soulową manierę; w podobnym tonie wypowiadano się o nagraniu w Billboardzie. W opinii Zuzanny Janickiej z portalu internetowego AllAboutMusic.pl „So Emotional” to kompozycja „przebojowa, popowa i bujająca”. Dziennikarz strony musicaddiction2.com napisał: „'So Emotional' jest funkowym kawałkiem, przy którym można się poruszać. Zajęło mi trochę czasu, by polubić tę piosenkę, ale teraz ją kocham i niemal znam na pamięć. Utwór posiada relaksującą melodię, a wokal Aguilery − chociaż improwizowany − również jest odprężający (...)”. W recenzji dla serwisu ukmix.org opiniodawca okrzyknął „So Emotional” wspaniałą piosenką. Barry Walters (Rolling Stone), w odróżnieniu od wielu krytyków, wydał niepochlebne omówienie, dochodząc do wniosku, że w utworze „So Emotional” Aguilera kalkuje styl Whitney Houston. Walters podobnie ocenił inne kompozycje z płyty Christina Aguilera. Zdaniem Bianki Gracie (Idolator), nagraniem „So Emotional”, czerpiącym z różnych stylów muzycznych, Aguilerze udało się wykreował swoją własną, unikatową melodię. Gracie, przyglądając się krążkowi Christina Aguilera z perspektywy piętnastolecia jego wydania, pisała: „Utwory wokalistki z jej debiutanckiego albumu, 'So Emotional', 'Love for All Seasons' i 'Somebody's Somebody', są wyjątkowo bliskie rhythm and bluesowi oraz muzyce soul, gatunkom, które (pod koniec lat 90. − przyp.) były wykonywane przez takie zespoły jak En Vogue, SWV oraz Destiny’s Child. Miłość Aguilery do przepełnionej duszą estetyki wpłynęła natomiast na jej dalszą karierę, zwłaszcza na wydany w 2006 roku album Back to Basics”.
Anna Louise Golden, autorka książki Christina Aguilera: An Unauthorized Biography, uznała, że „So Emotional” to utwór z wielkim potencjałem na zostanie singlowym przebojem. Według Golden to piosenka żywa, zapadająca w pamięć, „bystrze zaaranżowana”, a Aguilerze daje szansę na „trening wokalny”.

## Teledysk
Jako że „So Emotional” nie jest utworem singlowym, nigdy nie nakręcono do niego właściwego teledysku. Istnieje jednak nieoficjalny wideoklip z 1999 roku, w którym Aguilera śpiewa w studio nagraniowym. Unikatowy klip został udostępniony na profilu VEVO wokalistki, znajduje się także na albumie DVD Genie Gets Her Wish (2000). Elizabeth Learned, redaktorka witryny thecelebritycafe.com, uwzględniła wideo w zestawieniu dziesięciu najlepszych teledysków w karierze Aguilery; chwaliła jego intymność, a także prostotę, która − jak uznała − ułatwia odbiór piosenki.

## Promocja i wykonania koncertowe
W latach 1999−2000 Aguilera wykonywała piosenkę „So Emotional” w trakcie telewizyjnych występów. Pojawiła się w muzycznych programach: Soul Train nadawanym przez telewizję syndykacyjną (9 października 1999), Total Request Live muzycznej stacji MTV (17 października 1999) oraz Intimate and Interactive kanadyjskiej telewizji MuchMusic (17 maja 2000). 1 października 1999 odbył się występ Aguilery podczas gali Pleasure Island Concert. Artystka zaśpiewała wtedy między innymi „So Emotional”, „Genie in a Bottle” i „Reflection”. W 2000 roku piosenkarka pojawiła się na imprezie muzycznej Q102 Radio Philadelphia Concert, wykonując kompozycje z albumu Christina Aguilera (w tym „So Emotional”). W drugiej połowie 2000 koncertowała z piosenką po Ameryce Północnej podczas trasy Sears & Levis US Tour, a na początku 2001 śpiewała „So Emotional” w trakcie Christina Aguilera Latin American Tour 2001, w tournée po Ameryce i Japonii. W 2001 koncert Aguilery został zarejestrowany i wydany na dyskach DVD jako koncertowy album My Reflection. Wśród wykonywanych utworów znajdują się „So Emotional” i „Christmas Time” − oba wykonane z gościnnym udziałem Lil’ Bow Wowa. 20 stycznia 2001 wokalistka wystąpiła podczas imprezy Caracas Pop Festival w stolicy Wenezueli. W ramach koncertu wykonała w sumie dwanaście kompozycji, w tym „So Emotional”.

## Twórcy
- Główne wokale: Christina Aguilera
- Producent: Ron Harris
- Autor: Franne Golde, Tom Snow
- Mixer: Rob Chiarelli
- Inżynier dźwięku: Ron Harris, Michael „Doc Little” Little, Mike Hatzinger, współpr. Michael Huff
- Programming, bęben i keyboard: Ron Harris
- Gitara: Anthony Mazza